# Обичам те, скъпа
„Обичам те, скъпа“ е испанска романтична комедия от 2001 г. на режисьорите Алфонсо Албасете и Дейвид Менкес, които са сценаристи и продуценти на филма. Във филма участват Хорхе Санз, Сантяго Мегъл и Тиаре Сканда. Премиерата на филма е на 26 октомври 2001 г. в Испания.